# 酒井俊幸 (陸上選手)
酒井 俊幸（さかい としゆき、1976年5月23日 - ）は、日本の陸上競技選手、陸上競技指導者。福島県石川郡石川町出身。学校法人石川高等学校、東洋大学経済学部卒業。
コニカミノルタ、学校法人石川高等学校教員を経て、東洋大学陸上競技部駅伝監督。

## 来歴
学法石川高時代は2年生の時に全国高等学校駅伝競走大会に出場。6区を区間10位で走り、順位を26位から22位に上げた。
東洋大学時代は1年時から箱根駅伝に出場し、4年時にはキャプテンを務めた。箱根駅伝では3度力走した。
関東学生陸上競技対校選手権大会で入賞の経験はあるが、当時の監督だった佐藤尚（現：東洋大学ヘッドコーチ）いわく「プレッシャーに弱い」選手だったという。それゆえ、最後の箱根駅伝では故障明けだったことも重なり、4年連続出場を逃してしまったが、チームとしては前年9位と23秒差で逃したシード権を奪還することに成功した。
1999年に東洋大を卒業。コニカ（現、コニカミノルタ）に入社してから頭角を現して活躍。
2001年から2003年まで全日本実業団駅伝3連覇のメンバーに貢献した。V2,V3のアンカーとして胴上げも経験。V2の際には走り出してから鼻出血が出るアクシデントがありながら無難に乗り切っている。チームのエースでもある坪田智夫、松宮隆行らに比べると脇役的な存在だったが、強豪となったコニカミノルタを支えた。
2005年にコニカミノルタを退社。母校の学校法人石川高等学校に教員として戻り、陸上部顧問を務めながら、その年の国体のハーフマラソンに福島県代表として出場し入賞を果たすなど、健在ぶりをアピールしている。
この間、県内では無名だったいわき総合高等学校の柏原竜二が県大会で見せた積極的な走りに注目し、東洋大にその情報を伝え、柏原を同校入学へ導いている。
このような選手を見る目や指導力が高く評価されたこと、更に2008年12月に川嶋伸次監督が部員の不祥事(当時2年生だった陸上部員（長距離選手）が電車内で痴漢行為をし現行犯逮捕される）の責任を取り辞任し、監督の座が空白になっていたことから、2009年3月、川嶋の後任に抜擢された（監督代行であった佐藤はヘッドコーチに戻った）。32歳での監督就任は第86回東京箱根間往復大学駅伝競走に出場した大学の監督の中では最年少であった。チームの育成に尽力し東洋大学を箱根駅伝2年連続優勝に導くなど優れた結果を残した。好きな言葉は克己心という。
2018年12月の第72回福岡国際マラソンでは、東洋大学陸上部（駅伝）の現任監督として、自身初めてのゲスト解説を担当した。尚当マラソンでは、東洋大OBでかつての教え子だった、現トヨタ自動車所属の服部勇馬が同大会14年振りに日本人優勝を果たし、酒井も服部に対して喜びつつ祝福のコメントを述べていた。

## 関連書籍
- 『箱根駅伝 (幻冬舎新書) 』 幻冬舎(2011/11）第六章で「東洋大学 酒井俊幸監督 一問一答」を掲載、ISBN 978-4-344-98236-9

## 自著書
- 『その1秒をけずりだせ―駅伝・東洋大スピリッツ』ベースボール・マガジン社（2014/12/25）ISBN 978-4-583-10758-5
- 『怯まず前へ』- 常に結果を出し続けるチームと強い心の作り方 - ポプラ社（2019/11/28） ISBN 978-4-591-16058-9